# 알렉산드루 아베레스쿠
알렉산드루 아베레스쿠(루마니아어: Alexandru Averescu)는 루마니아의 총리이자 외무장관이었다. 루마니아 독립 전쟁, 제2차 발칸 전쟁, 제1차 세계 대전에 참전하였다.
그는 콘스탄틴 프레잔과 이온 안토네스쿠와 함께 루마니아의 3대 원수로 일컬어진다.
| 전임 이온 I. C. 브러티아누 | 루마니아의 총리 1918년 2월 9일~1918년 3월 15일 | 후임 알렉산드루 마르길로만 |

| 전임 알렉산드루 바이다-보에보드 | 루마니아의 총리 1920년 3월 19일~1921년 12월 18일 | 후임 타케 이오네스쿠 |

| 전임 이온 I. C. 브러티아누 | 루마니아의 총리 1926년 3월 30일~1927년 6월 4일 | 후임 바르부 슈티르베이 |

| 전임 이온 I. C. 브러티아누 | 루마니아의 외무장관 1918년 1월 29일~1918년 3월 4일 | 후임 콘스탄틴 C. 아리온 |